# Pfarrhof (Offenbau)

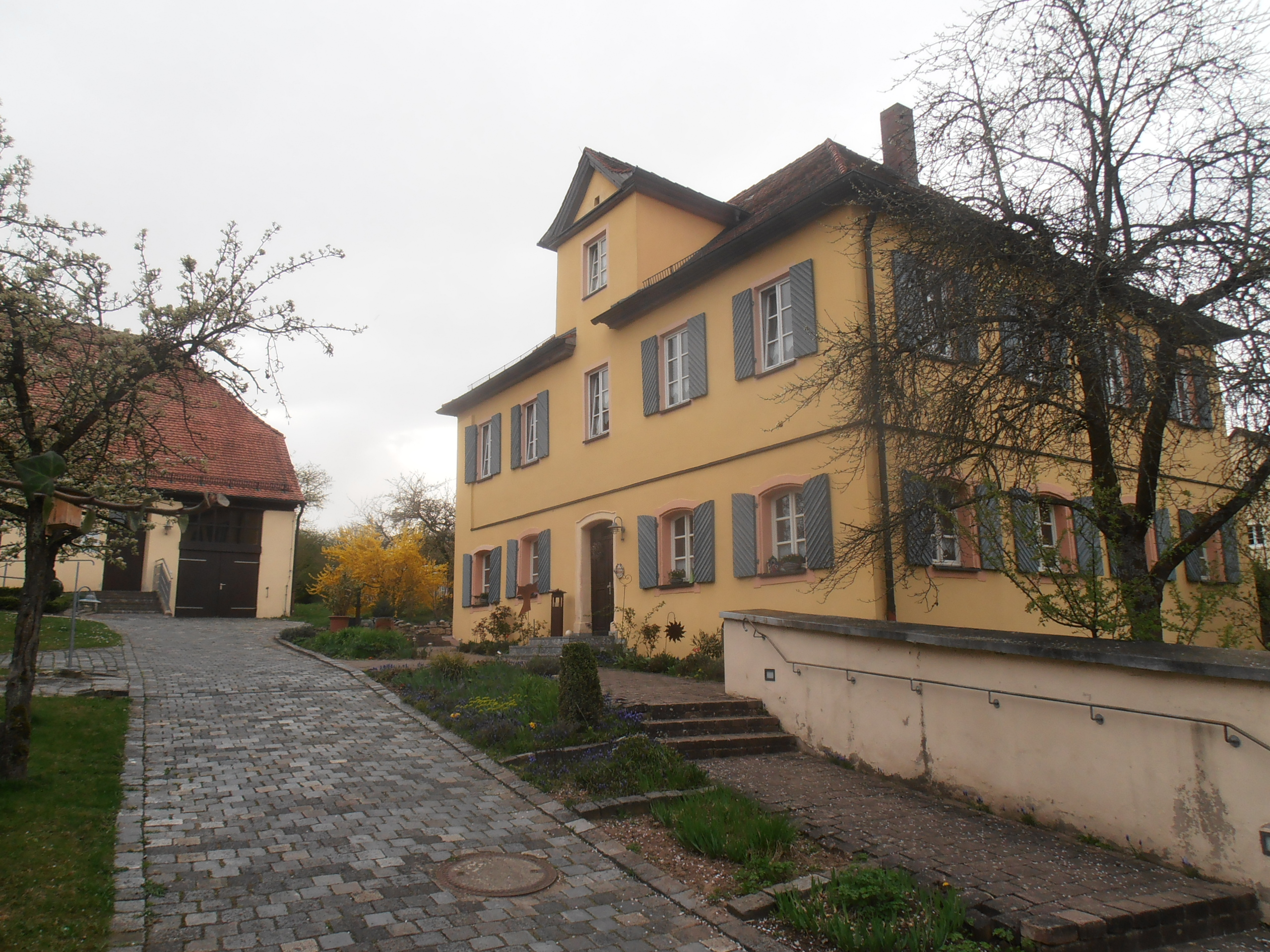
Ehemaliger Pfarrhof in Offenbau

Der Pfarrhof in Offenbau, einem Gemeindeteil von Thalmässing im mittelfränkischen Landkreis Roth in Bayern, wurde im 19. Jahrhundert errichtet. Der ehemalige katholische Pfarrhof mit der Adresse Offenbau 23 ist ein geschütztes Baudenkmal.
Das zweigeschossige Pfarrhaus ist ein Putzbau mit Walmdach und Zwerchhaus aus der ersten Hälfte des 19. Jahrhunderts. Das Gebäude besitzt fünf zu vier Fensterachsen und hölzerne Fensterläden.
Der ehemalige Pfarrstadel ist ein traufseitiger Putzbau mit Halbwalmdach aus der ersten Hälfte des 19. Jahrhunderts. Es existiert noch ein weiteres Nebengebäude, ein kleiner Putzbau mit abgewalmtem Dach aus dem 19. Jahrhundert.
Die Einfriedung und die Toreinfahrt aus Sandsteinmauerwerk und zum Teil verputzten Sandsteinpfeilern und Eisengittertor ist ebenfalls erhalten.